# BoomTV
Boom TV (anteriormente DStv 1) é um canal por assinatura africano. No ar desde 22 de julho de 2014, o canal é especializado em conteúdos para toda família, como novelas clássicas e inéditas, séries e filmes consagrados, totalmente em português.
Exibido em Angola e Moçambique, o canal é uma parceria entre a operadora de televisão africana DStv e a empresa brasileira Seven TV.

## Programação
O horário nobre é de segunda a sexta, das 17h45 à 00h10, com reprises durante a madrugada, a manhã e a tarde. Nos finais de semana o canal exibe maratonas de novelas e reprises de séries. Aos domingos, das 11h30 às 17h a programação é dedicada a programas de auditório.
Em abril de 2015, o canal reformulou sua programação e estreou a novela A Única Mulher, inédita em Angola e Moçambique.

## Novelas

### Em Exibição
| Novela                             | Protagonistas                  | País     |
| ---------------------------------- | ------------------------------ | -------- |
| A Gata                             | Maite Perroni e Daniel Arenas  | México   |
| O Meu Coração é Teu                | Silvia Navarro e Jorge Salinas | México   |
| Minha Vida                         | Ezgi Asaroğlu e Keremcem       | Turquia  |
| Pablo Escobar: O Senhor do Tráfico | Andrés Parra e Angie Cepeda    | Colômbia |

### Já Exibidas
| Novela                 | Protagonistas                                      | País      |
| ---------------------- | -------------------------------------------------- | --------- |
| O Grande Sultão        | Halit Ergenç e Meryem Uzerli                       | Turquia   |
| Vidas Partidas         | Nurgül Yeşilçay e Erkan Petekkaya                  | Turquia   |
| Mil e Uma Noites       | Bergüzar Korel e Halit Ergenç                      | Turquia   |
| Surpresa do Destino    | Özcan Deniz, Hatice Şendil e Begüm Kütük Yaşaroğlu | Turquia   |
| Doce Amor              | Carina Zampini, Sebastián Estevanez e Juan Darthés | Argentina |
| Sortilégio             | Jacqueline Bracamontes e William Levy              | México    |
| A Madrasta             | Victoria Ruffo e César Évora                       | México    |
| Amor Valente           | Silvia Navarro e Cristián de la Fuente             | México    |
| A Usurpadora           | Gabriela Spanic e Fernando Colunga                 | México    |
| A Cor da Paixão        | Esmeralda Pimentel e Erick Elías                   | México    |
| Prisioneiros do Amor   | Erika Buenfil, Eduardo Yañez e Eiza González       | México    |
| Para Sempre Meu Amor   | Susana González e Guy Ecker                        | México    |
| No Limite da Paixão    | Susana González e César Evora                      | México    |
| Mil e Uma Noites       | Bergüzar Korel e Halit Ergenç                      | Turquia   |
| A Única Mulher         | Ana Sofia Martins e Lourenço Ortigão               | Portugal  |
| Dance Dance Dance      | Juliana Barone e Ricardo Martins                   | Brasil    |
| Meu Pé de Laranja Lima | Caio Romei, Gianfrancesco Guarnieri e Flávia Pucci | Brasil    |
| Éramos Seis            | Irene Ravache e Othon Bastos                       | Brasil    |
| Xica da Silva          | Taís Araújo e Victor Wagner                        | Brasil    |

### Outros Programas e Séries
- Epitafios (HBO)
- Mulher de Fases (HBO)
- The Noite com Danilo Gentili (SBT)
- Programa Silvio Santos (SBT)
- As Canalhas	(GNT)
- Beleza S/A (GNT)
- Sr. Ávila (HBO)
- Preamar (HBO)
- A Liga (Band)
- Capadocia (HBO)
- Julie e os Fantasmas (Band)
- Natália (Band)
- De Volta Pra Pista (Multishow)
- Go On (Universal)
- Parenthood (Universal)
- Vikings (History)
- Os Simpsons (Fox)
- Teen Wolf (MTV)